# Merab Ninidze
Merab Ninidze (gru. მერაბ ნინიძე, Tbilisi, 3. studenog 1965. - ), gruzijski filmski i kazališni glumac, najpoznatiji po ulozi Waltera Redlicha u njemačkom filmu Nowhere in Africa (njem. Nirgendwo in Afrika).

## Životopis
Merab dolazi iz glumačke obitelji. Prvu ulogu dobio je 1979. godine. Od 1982. do 1984. studirao je glumu na Akademiji izvedbenih umjetnosti i filma u Tbilisiju. Godine 1984. dobio je prvu filmsku ulogu u filmu Pokajanje (gruz. მონანიება) u režiji Tengiz Abuladze. Do 1991. godine bio je član Državnog akademskog kazališta Šota Rustaveli u Tbilisiju, gdje je glumio u šest filmova u državnom filmskom studiju Kartuli filmi (gruz. ქართული ფილმი – Gruzijski film). 1993. prvi je put glumio u njemačkom filmu Habe Welt.  Nakon preseljenja u Austriju 1994. započinje glumiti u njemačkim filmovima i televizijskim serijama. 

## Izabrana filmografija
| Godina | Naslov                | Uloga                | Bilješka |
| ------ | --------------------- | -------------------- | -------- |
| 2015.  | Under Electric Clouds |                      |          |
| 2011.  | Four days in May      | Bojnik               |          |
| 2008.  | The Rainbowmaker      | Dato                 |          |
| 2008.  | Paper soldier         | Dr. Daniel Pokrovsky |          |
| 2001.  | Nowhere in Africa     | Walter Redlich       |          |
| 2000   | England!              | Pavel                |          |
| 1999.  | Luna Papa             | Alik                 |          |
| 1997.  | Jugofilm              | Saša                 |          |
| 1995.  | Halbe Welt            | Schwätzer            |          |
| 1984.  | Repentance            | Tornike              |          |

## Vanjske poveznice
- Merab Nindze na IMDb-u (engl.)
- Službena stranica
- Intervju s Merabom Nindzem (njem.)
- Kratka biografija   Arhivirana inačica izvorne stranice od 28. siječnja 2012. (Wayback Machine) (njem.)